# 地下交通站
地下交通站，中國共產黨地下組織為了与上下级组织联系、接頭而設立的通訊站，通常以各種正規場所掩飾，例如書店、學校、茶棧等，以規避國民黨政府與侵華日軍搜查。地下交通站廣泛設立於中共1949年執政之前（「革命年代」）的「敌占区」和游击区。
在交通站駐守的地下黨員，稱為地下交通員。

## 來源
1. ↑  江林泽. . 《历史教学：高校版》. 2017, (8).
2. ↑  潘光人. . 《广东党史》. 2009, (6).
3. ↑  欧阳芬. . 《海峡通讯》. 2015, (8).